# Jerzy Dudek
Jerzy Henryk Dudek (* 23. März 1973 in Rybnik) ist ein ehemaliger polnischer Fußballtorwart.

## Karriere
Dudeks Profikarriere begann 1995 beim damaligen polnischen Drittligisten Sokół Tychy. Schon damals erkannten viele Beobachter polnischer Erstliga-Klubs Dudeks Talent, allerdings klappte es nie mit einem Wechsel in die erste polnische Liga. So stand Dudek bereits nach einem Jahr bei Tychy schon vor einem Wechsel zum polnischen Erstligisten Górnik Zabrze, doch letztlich entdeckte ihn ein Talentsucher von Feyenoord Rotterdam, wo er dann noch im gleichen Jahr auch schließlich hin wechselte.
Beim niederländischen Erstligisten hatte er zunächst einen schweren Stand. Er galt nur als Reservetorwart des zweiten Nationaltorwarts der Niederlande, Ed de Goey. Als dieser dann allerdings 1997 zum englischen Erstligisten FC Chelsea wechselte, wurde Dudek Stammtorwart bei Feyenoord.
1998 wurde für Dudek ein Traum wahr, als er vom damaligen polnischen Nationaltrainer Janusz Wójcik in die polnische Nationalmannschaft eingeladen wurde. 1998 gab er dann sein Debüt im Spiel gegen Israel. Trotzdem blieb ihm auch hier zunächst nur die Reservistenrolle hinter Adam Matysek.
1999 holte Dudek zum ersten Mal in seiner Karriere einen Titel, die niederländische Meisterschaft mit Feyenoord. Außerdem wurde er in dieser Saison zum besten Torhüter der niederländischen Eredivisie gewählt.
Nachdem sich die polnische Nationalmannschaft nicht für die EM 2000 qualifiziert hatte und Janusz Wójcik von seinem Amt zurückgetreten war, übernahm Jerzy Engel das Traineramt. Engel war ein großer Fan von Dudek und bestimmte ihn zum neuen Nationaltorwart Polens.
2001 wechselte Dudek von Feyenoord Rotterdam zum FC Liverpool in die englische Premier League.
Nach einer äußerst erfolgreichen ersten Saison bekam er nach der für Polen enttäuschenden Fußball-Weltmeisterschaft 2002 in Südkorea Probleme, machte viele leichte Fehler und wurde durch den Ersatztorhüter Chris Kirkland ersetzt. Nachdem Kirkland sich verletzt hatte, wurde Dudek kurzzeitig wieder der Stammtorhüter des FC Liverpool. Am Ende der Saison 2004/05 gewann Dudek schließlich mit dem FC Liverpool die UEFA Champions League mit einem 6:5-Sieg nach Elfmeterschießen gegen den AC Mailand. Mit zwei gehaltenen Elfmetern hatte er persönlich einen großen Anteil an diesem Erfolg und avancierte zum Helden des Spiels. Zudem hielt er in den letzten Minuten zwei gefährliche Schüsse von Andrij Schewtschenko aus kurzer Distanz und rettete die „Reds“ somit in das Elfmeterschießen. Seine besondere Taktik beim Elfmeterschießen besteht darin, während der gegnerische Spieler anläuft, sich auf der Torlinie zu bewegen und kleine Sprünge zu machen, was den Schützen häufig verwirrt, da er nicht absehen kann, in welche Richtung Dudek springen wird. Diese Verwirrungstaktik machte ihn auf der ganzen Welt berühmt und sie ging als „Do the Dudek“ oder aber auch einfach als „Dudek Dance“ in die Fußball-Geschichte ein. Im Fernsehinterview nach dem Spiel erläuterte er, dass Jamie Carragher ihn auf diese Taktik hingewiesen hatte, die der ehemalige Torhüter Bruce Grobbelaar bereits angewandt hatte.
In der Saison 2005/06 bekam Dudek mit dem spanischen zweiten Nationaltorwart Jose Manuel „Pepe“ Reina einen harten Konkurrenten bei Liverpool. Die Saison für Dudek lief etwas durchwachsen. Kurz vor Saisonbeginn verletzte sich Dudek am Armgelenk und fiel etwa vier Wochen aus. Er wurde schließlich von Reina als Stammtorwart abgelöst. Im Januar 2006 verhandelte Dudek mit dem 1. FC Köln über einen Wechsel. Laut seinem Berater wollte Dudek unbedingt nach Köln, um sich mit Spielpraxis für die Nationalmannschaft zu empfehlen. Der Transfer kam aber nicht zustande, Manager Rafael Benitez stellte sich quer.
Für das letzte Qualifikationsspiel gegen England wurde Dudek wieder nominiert, jedoch entschied sich Nationaltrainer Paweł Janas überraschend für Artur Boruc als Nummer eins im Tor bei der Fußball-Weltmeisterschaft 2006 und verzichtete auf Dudek völlig. Stattdessen war Tomasz Kuszczak von Manchester United als zweiter Torhüter nominiert.
Nach der WM 2006 hat ihn der neue Trainer Leo Beenhakker ins polnische Nationalteam zurückgeholt. Am 16. August 2006 bestritt er in einem Freundschaftsspiel gegen Dänemark wieder als Nummer eins ein Länderspiel. Das Spiel ging mit 0:2 verloren. Daraufhin bekam er auch beim ersten EM 2008-Qualifikationsspiel gegen Finnland seine Chance, dort aber verschuldete Dudek zwei Gegentreffer bei der 1:3-Niederlage Polens. Viele polnische Zeitungen beschrieben dieses Spiel als „Untergang der Dudek-Ära“. Sein letztes Spiel für die polnische Fußballnationalmannschaft bestritt er am 14. Oktober 2009 in der Qualifikationsphase für die WM 2010 in Südafrika gegen die Slowakei. Das Spiel endete 0:1. Insgesamt absolvierte Dudek 59 Länderspiele.

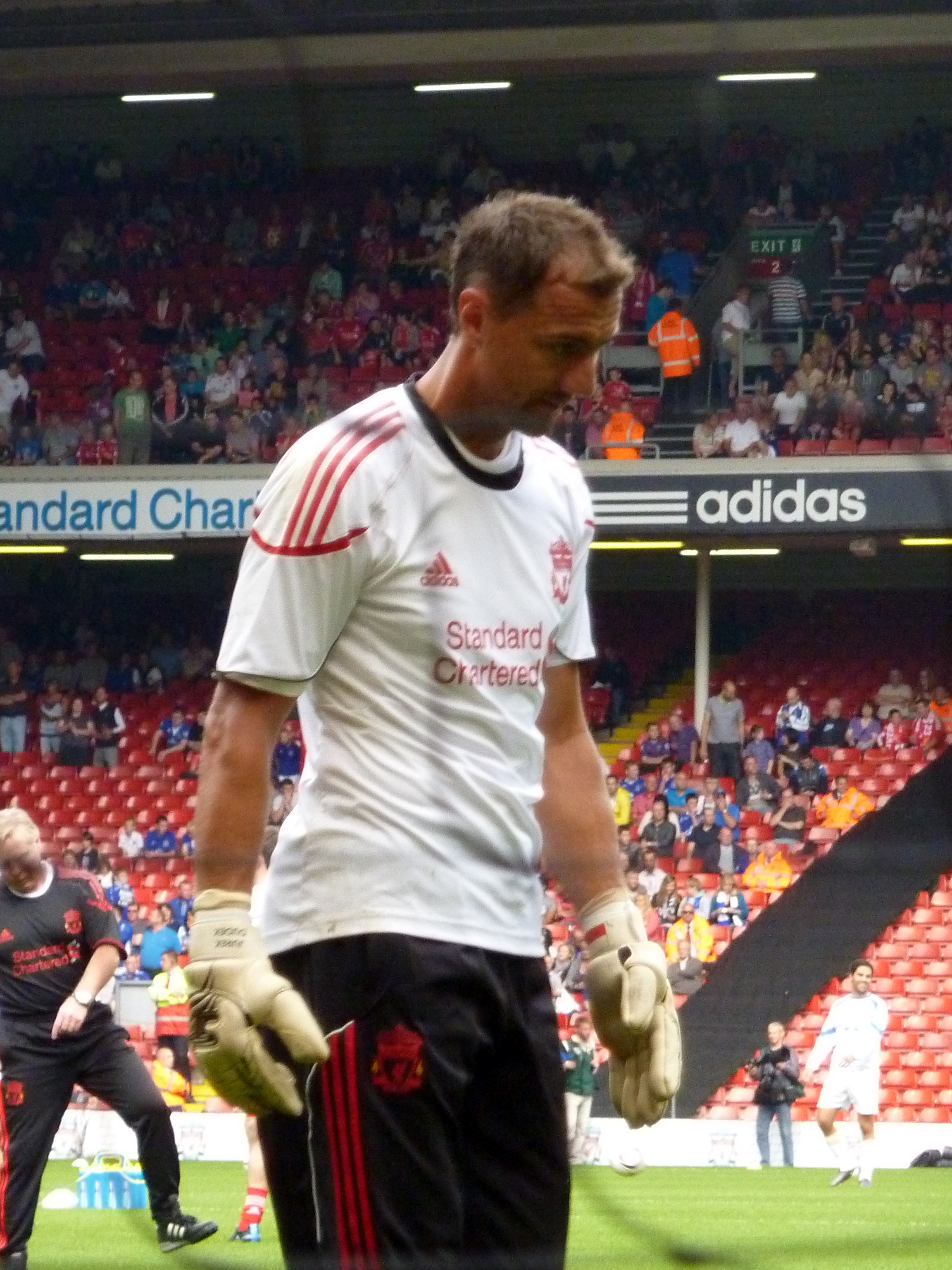
Jerzy Dudek, 2010

2007 lehnte Dudek das Angebot zur Vertragsverlängerung von Liverpool ab und wechselte zu Real Madrid. Dort war er zweite Wahl hinter dem spanischen Nationaltorwart Iker Casillas. Am 37. Spieltag der Saison 2007/08 kam er zu seinem Pflichtspieldebüt für die 'Königlichen'. Beim 2:2 gegen Real Saragossa stand Dudek 90 Minuten im Tor. Der Gewinn der spanischen Meisterschaft war für Madrid zu diesem Zeitpunkt bereits beschlossen. Im Sommer 2011 beendete er dann seine Karriere.
Im Februar 2013 gab der polnische Fußballverband bekannt, dass Dudek ein Abschiedsspiel erhalten wird. Am 4. Juni 2013 kam Dudek knapp zwei Jahre nach seinem Karriereende im Freundschaftsspiel gegen Liechtenstein zum Einsatz und absolvierte sein sechzigstes und letztes Spiel im Nationaldress.

### Erfolge
- Champions-League-Sieger: 2005
- UEFA-Super-Cup-Gewinner: 2005
- Spanischer Meister: 2008
- Spanischer Supercup: 2008
- Englischer Pokalsieger: 2006
- Englischer Ligapokalsieger: 2003
- Englischer Supercupsieger: 2006
- Niederländischer Meister: 1999
- Copa del Rey: 2011
- Niederländischer Supercup-Gewinner: 1999
- Bester Torhüter der niederländischen Eredivisie: 1999
- Polnischer Fußballer des Jahres: 2001

## Du The Dudek
Nach dem sensationellen Gewinn des Champions-League-Titels 2005 widmete die britische Popgruppe The Trophy Boyz Dudek wegen seines „Tanzes“ auf der Torlinie beim Elfmeterschießen einen Song mit dem Titel „Du The Dudek“, der bis auf Platz 7 in den britischen Indie-Charts stieg.

## Familie
Dudek hat noch zwei Brüder. Dariusz Dudek war ebenfalls Fußballprofi und spielte bei drei polnischen Vereinen sowie einer tschechischen Mannschaft in der Abwehr.
Seit 1996 ist er mit seiner Frau Mirella verheiratet und hat mit ihr einen Sohn und zwei Töchter.